# Čo Son-džin
Čo Son-džin (korejsky: 조선진, hanča: 趙善津, Cho Sonjin, * 18. dubna 1970) je profesionální hráč go.

## Biografie
Čo strávil 12 let v Jižní Koreji než se rozhodl odejít do Japonska a stát se tam profesionálním hráčem, což se mu splnilo za dva roky. V roce 1998 se stal 9. danem. V roce 1999 porazil Čo Čchi-huna na turnaji Honinbó, čímž ukončil jeho desetileté kralování v tomto turnaji.

## Tituly
| Titul                | Rok        |
| -------------------- | ---------- |
| Počet                | 5          |
| Honinbó (本因坊)     | 1999       |
| NEC Cup              | 2006       |
| Agon Cup             | 2000, 2001 |
| Šindžin-Ó (新人王)   | 1991       |
| Zrušený              | 1          |
| Šin-Ei (新鋭)        | 1991       |
| Kontinentální        | 2          |
| China-Japan Agon Cup | 2001, 2002 |